# Hans Claussen (Gewichtheber)
Hans Claussen (* 5. September 1911 in Lübeck; † 21. Juli 2001 in Grinau) war ein deutscher Gewichtheber.

## Werdegang
Hans Claussen wuchs in der Hansestadt Lübeck auf, erlernte den Beruf eines Metzgers und wandte sich beim Sportverein "Hansa-Germania" dem Ringen und Gewichtheben zu. Er war verhältnismäßig klein und hatte einen gedrungenen Körperbau. Aus diesem Grunde verlegte er sich bald ganz auf das Gewichtheben. 1934 erregte er erstmals Aufsehen, als er norddeutscher Meister im Leichtgewicht (bis 67,5 kg Körpergewicht) mit damals hervorragenden 310 kg im olympischen Dreikampf wurde. Es dauerte aber doch noch bis 1937, ehe er wirklich in der Spitzenklasse der deutschen Gewichtheber, die in jenen Jahren der absoluten Weltspitze angehörten, angekommen war. Nach einem dritten Platz bei den deutschen Meisterschaften durfte er 1937 Deutschland bei den Weltmeisterschaften in Paris im Mittelgewicht (bis 75 kg Körpergewicht) als Ersatzmann für den verletzten deutschen Meister Rudolf Ismayr vertreten. Er belegte dabei einen guten 5. Platz. Hans Claussen hatte eine glänzende internationale Karriere vor sich, als ihm Krieg und Nachkriegszeiten alle sportlichen Ambitionen zerstörten. Er hob zwar noch bis 1955 weiter und wurde sechsmal deutscher Meister, aber die Weltspitze hatte sich nach dem Kriege weit, weit entfernt. Am besten ist dies aus den Ergebnissen der drei Länderkämpfe Deutschland – USA im Jahre 1950 zu ersehen. Hans Claussen lag dabei jeweils ca. 70 kg hinter seinem Konkurrenten Stanley Stanczyk. Das sind Welten. In den 1930er Jahren waren die deutschen Gewichtheber die Lehrmeister der US-Amerikaner, jetzt, in den 1950er Jahren war es umgekehrt. 1952 startete Hans Claussen mit 41 Jahren noch bei den Olympischen Spielen 1952 in Helsinki und erreichte einen ehrenvollen 11. Platz. Sein Alter und die schwierigen Lebens- und Trainingsbedingungen in der jungen Bundesrepublik Deutschland ließen kein besseres Ergebnis zu.

## Internationale Erfolge
(OS = Olympische Spiele, WM = Weltmeisterschaft, Le = Leichtgewicht, Mi = Mittelgewicht, Ls = Leichtschwergewicht, Ms = Mittelschwergewicht)
- 1937, 5. Platz, WM in Paris, Mi, mit 332,5 kg, hinter John Terpak, USA, 352,5 (102.5, 110.0, 140.0) kg, Adolf Wagner (Gewichtheber), Deutschland, 340 (102.5, 105.0, 132.5) kg, Hans Valla, Österreich, 340 (102.5, 105.0, 132.5) kg und Josef Hantych, Tschechoslowakei, 335 kg;
- 1938, 6. Platz, WM in Wien, Hs, mit 342,5 kg, hinter John Davis, USA, 387,5 (117.5, 120.0, 150.0) kg, Fritz Haller, Österreich, 377,5 (107.5, 120.0, 150.0) kg, Louis Hostin, Frankreich, 372,5 (110.0, 117.5, 145.0) kg, John Grimek, USA, 365 kg und Wasif, Ägypten, 355 kg;
- 1952, 11. Platz, Olympische Spiele in Helsinki, Ls, mit 362,5 (102.5, 115.0, 145.0) kg, Sieger: Trofim Lomakin, UdSSR, 417,5 kg (125.0, 127.5, 165.0), vor Stanley Stanczyk, USA, 415 (127.5, 127.5, 160.0) kg und Arkadi Worobjow, UdSSR, 407,5 (120.0, 127.5, 160.0) kg

## Länderkämpfe
- 1950, gegen USA, Ls, 335 kg, gegen Stanczyk, 395 kg;
- 1950, gegen USA, Ls, 335 kg, gegen Stanczyk, 405 kg;
- 1950, gegen USA, Ls, 342,5 kg, gegen Stanczyk, 410 kg;
- 1952, gegen Österreich, Ls, 355 kg, gegen Willi Pankl, 355 kg;
- 1952, gegen Frankreich, Ls, 352,5 kg, gegen Georges Firmin, 375 kg;
- 1952, gegen Österreich, Ls, 332,5 kg, gegen Pankl, 355 kg

## Deutsche Meisterschaften
(1950 im Vierkampf, ansonsten immer im olympischen Dreikampf)
- 1936, 7. Platz, Le, mit 302,5 kg, Sieger: Karl Jansen, Essen, 322,5 kg, vor Karl Schwitalle, Breslau, 317,5 kg;
- 1937, 3. Platz, Mi, mit 342,5 kg, hinter Rudolf Ismayr, Freising, 362,5 kg und Adolf Wagner (Gewichtheber), 350 kg;
- 1938, 3. Platz, Mi, mit 342,5 kg, hinter Wagner, 355 kg und Ismayr, 350 kg;
- 1939, 3. Platz, Mi, mit 342,5 kg, hinter Ismayr, 372,5 kg und Wagner, 367,5 kg;
- 1940, 3. Platz, Mi, mit 345 kg, hinter Hans Valla, Wien, 350 kg und Ismayr, 347,5 kg;
- 1941, 3. Platz, Mi, mit 332,5 kg, hinter Wagner, 350 kg und Fritz Haller, Wien, 335 kg;
- 1942, 1. Platz, Mi, mit 350 kg, vor Ismayr, 340 kg und Valla, 330 kg;
- 1943, 1. Platz, Mi, mit 337,5 kg, vor Ismayr, 325 kg und Vojtechowsky, Wien, 307,5 kg;
- 1948, 1. Platz, Mi, mit 347,5 kg, vor Lemke, 1860 München, 310 kg und König, Fellbach, 292,5 kg;
- 1950, 1. Platz, Ls, mit 422,5 kg (VK), vor Ernst Köhler, Weinheim, 397,5 kg und Erwin Tratz, Nürnberg, 395 kg;
- 1951, 1. Platz, Ms, mit 355 kg, vor Hans Rudershausen, Kreuznach, 322,5 kg und Mehrlein, Nürnberg, 322,5 kg;
- 1952, 1. Platz, Ls, mit 342,5 kg, vor Brössel, Marburg, 297,5 kg;
- 1953, 2. Platz, Ms, mit 332,5 kg, hinter Rudershausen, 345 kg und vor Herbert Kolle, Kassel, 330 kg;
- 1954, 3. Platz, Ls, mit 347,5 kg, hinter Tratz, 355 kg und Günter Siebert, Leipzig, 352,5 kg

## Deutsche Rekorde
im beidarmigen Reißen:
- 115 kg, 1937, Mi,
- 116 kg, 1940, Mi,

im olympischen Dreikampf:
- 355 kg, 1951, Ms,
- 365 kg, 1952, Ms